# Bragi

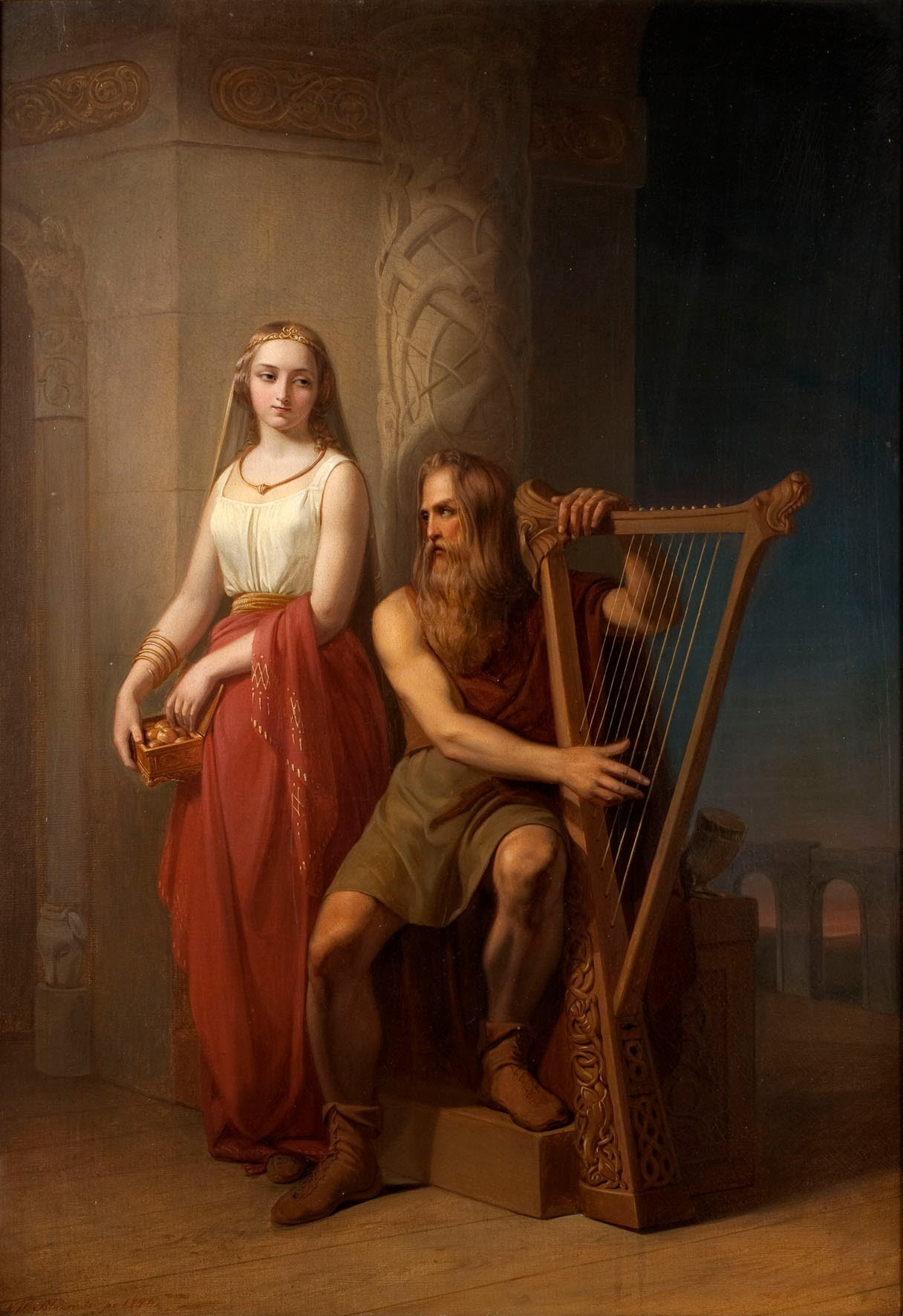
Bragi mentre suona l'arpa e accompagnato da sua moglie Iðunn in questo quadro del XIX secolo di Nils Blommér.

Nella mitologia norrena Bragi è un dio appartenente alla schiera degli Æsir, sposato con Iðunn. Dio della poesia, della musica e dell'arte scaldica, ruolo che condivide, in parte, con suo padre Odino nella sua qualità di possessore dell'ispirazione poetica, unitamente alla sapienza di carattere magico, derivatagli dall'idromele. È altresì il consigliere di Odino nel Valhalla ed è colui che accoglie i guerrieri che vi entrano.

## Origini
Bragi è solitamente associato a bragr, la parola in norreno che sta per poesia. Non si sa esattamente se il nome del dio deriva da questa parola o sia invece il contrario, cioè che la parola sia nata per descrivere ciò che fa Bragi.
Snorri Sturluson scrive nel Gylfaginning dopo aver descritto Odino, Thor e Baldr:
Nello Skáldskaparmál Snorri scrive:

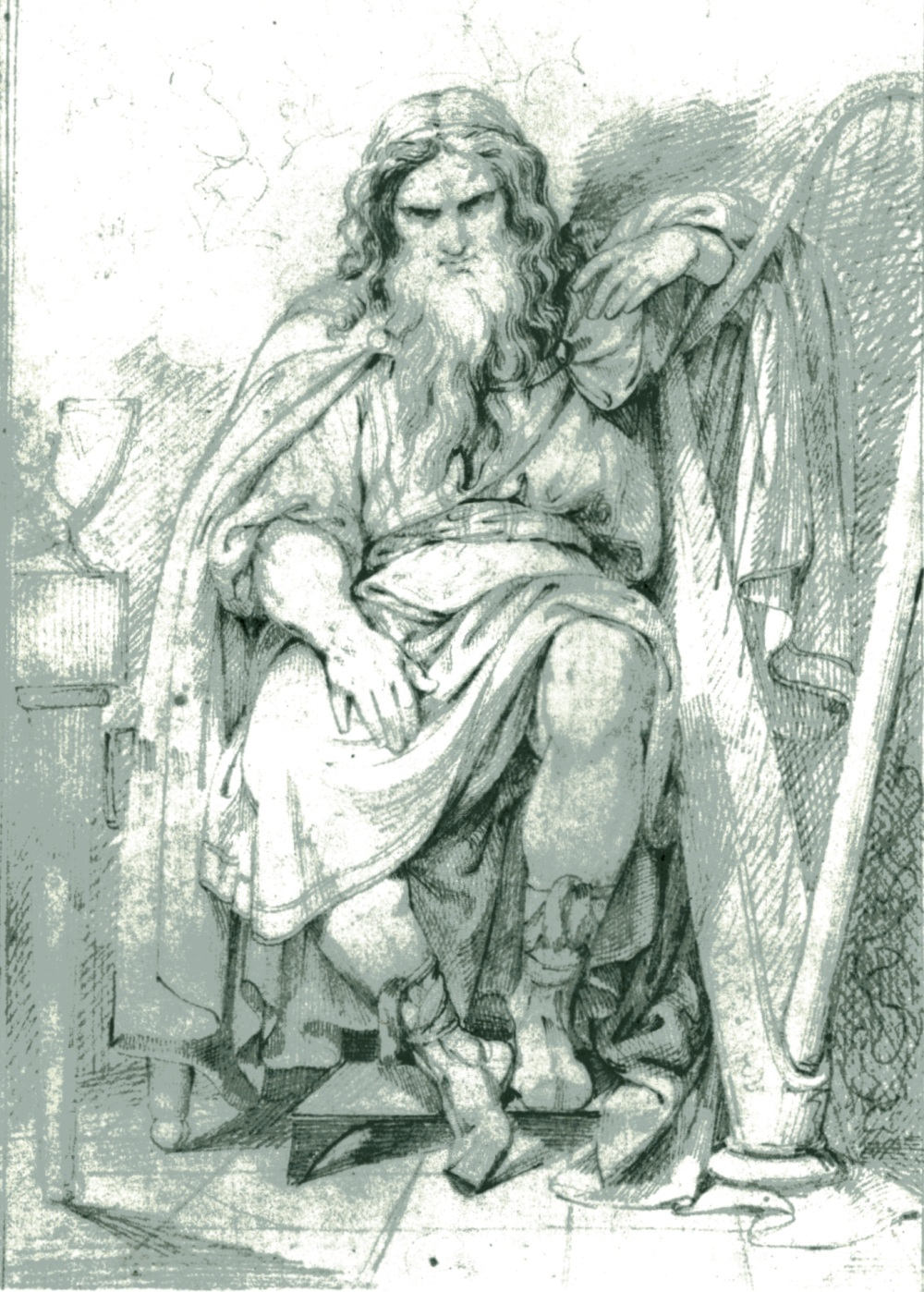
Bragi in un quadro di Carl Wahlbom (1810-1858).

Il Bragi figlio di Odino è citato in maniera incontrovertibile solo in questo unico passo.